# Лаял Аббуд
Лаял Аббуд — ліванська поп-виконавиця, акторка, танцюристка і мусульманська філантропка. Отримала у 2017 році культурну премію за художню творчість від Ліванського міністерства культури. Співає різними арабськими діалектами, є членкинею Синдикату професійних художників в Лівані.
Народилася 15 травня 1982 року в селі Каніша, району Тір провінції Південний Ліван в шиїтській мусульманській сім'ї, її батько Мунір і мати Марьям. У неї троє братів і шість сестер.
Після закінчення зі ступенем магістра в галузі англійської літератури та перекладу почала музичну кар'єру. Вперше з'явилася в серіалі «Студія Ель-вентилятор» у 2001 році.